# إتش نيل ويلسون
إتش نيل ويلسون (بالإنجليزية: H. Neill Wilson)‏ هو مهندس معماري أمريكي، ولد في 1855 في غلينديل في الولايات المتحدة، وتوفي في 1927 في بيتسفيلد في الولايات المتحدة.